# Josef Riedl
Josef Riedl (6. nebo 7. ledna 1838 Kraslice – 30. srpna 1918 Královské Vinohrady) byl rakouský pedagog a politik německé národnosti z Čech, poslanec Českého zemského sněmu.

## Biografie
Vystudoval školu v rodných Kraslicích a v Chebu. Od roku 1850 studoval na státním německém gymnáziu v Plzni. Pak vystudoval práva a filozofii na Karlo-Ferdinandově univerzitě. Od roku 1862 působil jako učitel na soukromé škole v Plzni. Podle jiného zdroje vyučoval od roku 1862 až do roku 1878 na vyšší dívčí škole R. Kellnera v Praze. Od roku 1873 byl suplentem němčiny a literatury, od roku 1878 řádným profesorem německé obchodní akademie v Praze, kde celkem strávil 36 let své profesní dráhy, až do konce školního roku 1909. V roce 1878 složil učitelskou zkoušku v oboru pedagogika, němčina, zeměpis a dějepis pro měšťanské školy. 15. září 1909 odešel do penze. Patřil mezi významné osobnosti pražské německé komunity.
V 70. letech se zapojil i do vysoké politiky. V zemských volbách v roce 1878 byl zvolen na Český zemský sněm, kde zastupoval kurii venkovských obcí, obvod Kraslice, Nejdek. Porazil tehdy oficiálního kandidáta tzv. Ústavní strany (liberálně a centralisticky orientovaná, odmítající federalistické aspirace neněmeckých etnik). Mandát zde obhájil v zemských volbách v roce 1883 a zemských volbách v roce 1889. Po roce 1889 se uvádí jako německý liberál (tedy Ústavní strana).
Zemřel v noci z 30. na 31. srpna 1918.